# 国鉄タキ11250形貨車
国鉄タキ11250形貨車（こくてつタキ11250がたかしゃ）は、かつて日本国有鉄道（国鉄）及び1987年（昭和62年）4月の国鉄分割民営化後は日本貨物鉄道（JR貨物）に在籍している私有貨車（タンク車）である。

## 概要
本形式は、アセトアルデヒド専用の32t 積タンク車として1982年（昭和57年）3月26日に2両（タキ11250・タキ11251）、同年4月26日に1両（タキ11252）、同年10月30日に1両（タキ11253）、1991年（平成3年）6月20日に2両（タキ11254・タキ11255）が日本車輌製造（タキ11250 - タキ11253）、富士重工業（タキ11254・タキ11255）の2社にて製作された。
本形式の他にアセトアルデヒドを専用種別とする形式には、タム8400形、タキ6850形、タキ9250形、タキ10400形の4形式があった。
化成品分類番号は、「燃32」（燃焼性の物質、引火性液体、危険性度合1（大））が標記された。
所有者は、日本陸運産業（現・日陸）、ダイセル化学工業の2社でありその各々の常備駅は総武本線越中島支線の越中島駅、信越本線（現・えちごトキめき鉄道妙高はねうまライン）の新井駅である。
38系に属する普通鋼（一般構造用圧延鋼材）製のタンク体に、厚さ150mmのグラスウール断熱材を巻き、薄鋼板製のキセ（外板）が設置された。
荷役方式は、タンク上部の液出入管からの上入れ、液出入管と窒素加圧による上出し方式である。
車体色は黒色、寸法関係は全長は15,200mm、全幅は2,728mm、全高は3,862mm、台車中心間距離は11,000mm、実容積は41.0m3、自重は21.9t、換算両数は積車5.5、空車2.2であり、台車はコロ軸受・コイルばね式のTR225-2である。
1987年（昭和62年）4月の国鉄分割民営化時には全車の車籍がJR貨物に継承され、JR化後も1991年（平成3年）まで製作され、1995年（平成7年）度末時点では全車健在であったが、2007年（平成19年）10月に最後まで在籍した4両（タキ11250 - タキ11253）が廃車となり同時に形式消滅となった。